# Accipiter ovampensis
Lo sparviero di Ovampo (Accipiter ovampensis Gurney Sr., 1875) è un uccello rapace della famiglia degli Accipitridi originario dell'Africa subsahariana.

## Descrizione

### Dimensioni
Misura 30–40 cm di lunghezza, per un peso di 105-190 g nel maschio e di 180-305 g nella femmina; l'apertura alare è di 60–75 cm.

### Aspetto
Questo piccolo rapace ha la sagoma e le dimensioni caratteristiche degli uccelli del genere Accipiter. Presenta un becco corto e una cera rosata che spicca in modo vistoso su una testa sottile e appuntita. Le zampe sono molto sottili e dotate di lunghi piedi. Le estremità delle ali raggiungono la metà della coda, che è relativamente breve. I sessi sono identici, ma la femmina è il 12% più grande e fino all'85% più pesante. Gli sparvieri dell'Ovampo sono osservabili in due forme distinte: i maschi in fase chiara hanno le regioni superiori interamente blu-grigiastre. La coda presenta un'alternanza di numerose bande nere e grigie. Il groppone è ornato da piccole macchie bianche che sono effettivamente visibili solo quando il piumaggio è usurato. La coppia centrale di rettrici è macchiata da nitide strisce chiare. La gola e le parti inferiori sono interamente striate di grigio e bianco, fatta eccezione per il basso ventre, che è uniformemente bianco. Le femmine in fase chiara hanno le parti superiori più sfumate di marrone e quelle inferiori più fortemente barrate. Gli adulti in fase scura sono interamente bruno-nerastri, eccetto la coda che è identica sotto tutti gli aspetti a quella degli esemplari della fase chiara. In entrambe le fasi, l'iride è di colore rosso scuro o rosso-brunastro. La cera e le zampe sono di colore giallo-arancio. I giovani hanno le parti superiori marroni con i margini rossi. Un sopracciglio chiaro è visibile al di sopra dell'occhio. La coda è ricoperta di bande, ma le strisce bianche delle rettrici centrali sono meno pronunciate. Le parti inferiori sono color crema e le strisce scure sono confinate sui fianchi. L'iride è marrone, le zampe sono gialle.

### Voce
Al di fuori della stagione di nidificazione, questi sparvieri sono generalmente silenziosi, ma quando inizia il periodo nuziale diventano molto loquaci in prossimità del nido. Il richiamo di contatto che serve anche da richiamo territoriale è un keep keepkeep keep rude che viene ripetuto più e più volte. Gli sparvieri dell'Ovampo producono anche dei ki ki ki ki stridenti per scacciare gli intrusi e un krr krr krr.... in caso di minaccia. Le femmine emettono dei kwee-kwee-kwee di sollecitazione quando il maschio porta loro il nutrimento.

## Biologia

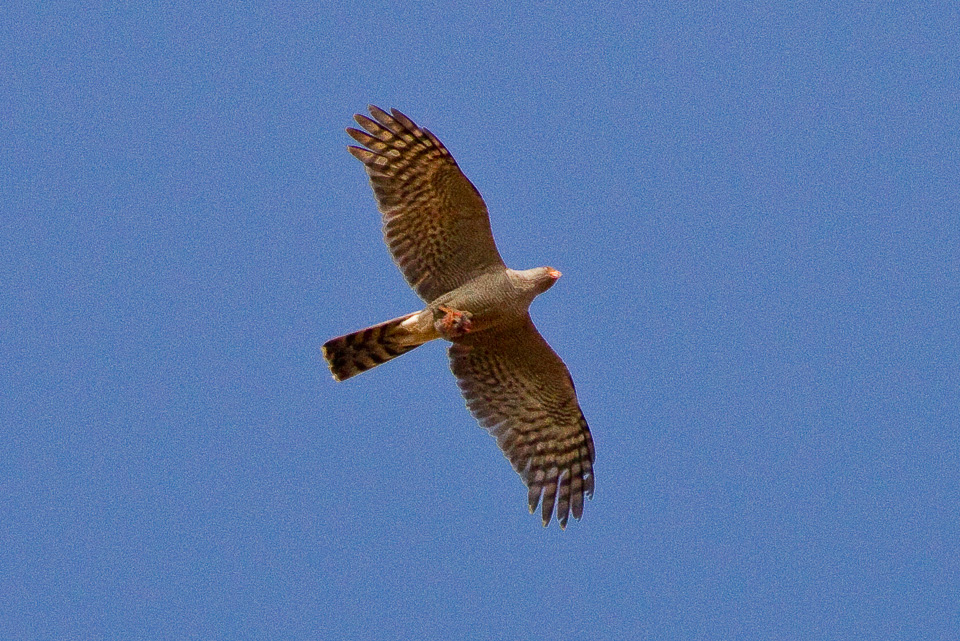
Un esemplare in volo.

Gli sparvieri di Ovampo vivono da soli o in coppia. Durante il periodo nuziale, il maschio e la femmina planano o effettuano dei voli circolari, il tutto mentre emettono delle grida. Il maschio esegue anche dei voli ondulatori. In Sudafrica, questi uccelli condividono talvolte una parte del loro habitat, in particolare le piantagioni di essenze esotiche, con altre specie di predatori come gli shikra, gli sparvieri minori e gli sparvieri rufiventri (Accipiter rufiventris), ma non con gli sparvieri bianchi e neri (Accipiter melanoleucus).
Gli sparvieri di Ovampo possono essere sia sedentari che nomadi; possono persino essere migratori. Alcuni esemplari del Sudafrica sono stanziali durante tutto l'anno, ma la maggior parte di essi errano in direzione nord. Altri, sebbene non siano noti i motivi, migrano attraversando abbastanza regolarmente l'Equatore. In Africa orientale, gran parte degli esemplari è nomade. Le popolazioni che si trovano in Africa occidentale sembrano essere degli esemplari non nidificanti che visitano la regione da giugno ad ottobre durante la stagione delle piogge.

### Alimentazione
Gli sparvieri di Ovampo cacciano principalmente piccoli uccelli, ma talvolta anche insetti volanti. I maschi catturano soprattutto piccoli passeriformi, mentre le femmine, più grandi e più forti, sono in grado di uccidere uccelli delle dimensioni delle tortore. Le vittime più frequenti sono gruccioni, upupe eurasiatiche e picchi. I maschi scelgono prede dal peso compreso tra 10 e 60 grammi, mentre le femmine possono catturare anche prede di 250 grammi, talvolta perfino più pesanti di loro.
Gli sparvieri di Ovampo cacciano talvolta alla posta a partire da un posatoio. Quest'ultimo può essere ben nascosto o situato in una zona aperta ben in evidenza. In questo caso, spuntano fuori dal fogliame e afferrano la preda in volo. Tuttavia, quasi sempre, questi sparvieri seguono le loro vittime sorvolando le zone boschive e le praterie adiacenti che costituiscono il loro territorio. Catturano indifferentemente uccelli che volano da soli o in bande. Spesso, planano in alto nel cielo ed effettuano una picchiata di almeno 150 metri per catturare la preda.

### Riproduzione
In Sudafrica la stagione di nidificazione ha luogo da agosto-settembre a dicembre, mentre in Kenya si sviluppa da maggio a settembre. Per quanto riguarda le altre regioni, non abbiamo informazioni a disposizione. Il nido è costituito da una struttura modesta costruita con ramoscelli sottili. Misura da 35 a 50 centimetri di diametro e da 15 a 20 centimetri di profondità. L'interno della struttura è rivestito con rametti ancora più sottili od occasionalmente con pezzi di corteccia e foglie secche o verdi. Il nido è posto tra 10 e 20 metri di altezza dal suolo, generalmente alla biforcazione principale dell'albero, appena sotto la volta. Gli sparvieri di Ovampo nidificano quasi sempre su un albero di grosse dimensioni, soprattutto un pioppo, un eucalipto o un pino in Sudafrica. La covata comprende generalmente 3 uova che vengono covate per 33-36 giorni. I pulcini soggiornano nel nido per quasi 33 giorni prima dell'involo.

## Distribuzione e habitat
Gli sparvieri di Ovampo frequentano le zone boschive piuttosto aride (acacie, mopane, Brachystegia). Vivono anche nelle savane arbustive e nelle zone ricoperte da boscaglia spinosa. In Sudafrica, si insediano volentieri in piantagioni di diverso tipo: coltivazioni di eucalipti, pioppi, pini e sisal, ma sempre in prossimità delle zone aperte. Gli sparvieri di Ovampo vivono dal livello del mare fino a 1800 metri di altitudine.
Gli sparvieri di Ovampo sono originari dell'Africa a sud del Sahara. Il loro areale è molto frammentato. Pur essendovi presenti, sono molto poco conosciuti, per non dire abbastanza misteriosi, in Senegambia, in Africa occidentale dalla Sierra Leone al Togo e in Africa equatoriale dalla Nigeria alla Repubblica Centrafricana, nonché in Kenya. Al contrario, sono meglio conosciuti nella loro roccaforte principale, che si trova nella parte meridionale del continente, nella zona che dall'Angola, dal sud della Repubblica Democratica del Congo e dal Mozambico giunge fino al sud del Botswana, all'eSwatini e al nord del Sudafrica. Gli sparvieri dell'Ovampo sono considerati monotipici: nonostante il loro vasto territorio, non sono suddivisi in sottospecie.

## Conservazione
Gli sparvieri di Ovampo sono generalmente considerati uccelli rari, tranne che in Sudafrica, dove si sono adattati perfettamente alle piantagioni esotiche e alle terre coltivate. In effetti, sono spesso più comuni di altre specie del genere Accipiter. In questo paese, la densità di popolazione viene stimata ad almeno 1 o 2 coppie ogni 350 chilometri quadrati. Anche secondo le stime più pessimiste, la popolazione totale viene comunque stimata in decine di migliaia di individui, dal momento che l'areale noto di nidificazione viene stimato in 3,5 milioni di chilometri quadrati. Il futuro della specie sembrerebbe roseo, in quanto se essa continuerà ad adattarsi agli habitat antropici è probabile che riesca a colonizzare nuove terre nel futuro prossimo. Gli sparvieri di Ovampo non beneficiano, per quanto ne sappiamo, di alcuna misura di protezione. Sono classificati come «specie a rischio minimo» (Least Concern).